# 운호중학교
운호중학교(雲湖中學校)는 대한민국 충청북도 청주시 서원구 모충동에 있는 사립 중학교이다.

## 학교 연혁
- 1954년 7월 22일 : 학교법인 운호학원 설립인가
- 1967년 9월 8일 : 학교 설립인가(12학급)
- 1967년 10월 20일 : 초대 교장 강기용 박사 취임
- 1968년 3월 6일 : 개교(당시 학생 수 362명)
- 1996년 8월 10일 : 학교법인 서원학원으로 명칭 변경
- 2005년 2월 2일 : 운호중학교 개축 교사 준공
- 2020년 11월 20일 : 학교법인 서원학원 전찬구 이사장 취임
- 2023년 3월 1일 : 1학급 증설인가(총14학급)
- 2023년 12월 22일 : 제54회 135명 졸업(총 17,500명)
- 2024년 3월 1일 : 제25대 우제석 교장 취임
- 2024년 3월 4일 : 신입생 119명 입학

## 참고 자료
- 운호중학교 - 한국교육학술정보원 학교알리미